# Ampheremus cylindricollis
Ampheremus cylindricollis är en skalbaggsart som beskrevs av Henry Clinton Fall 1917. Ampheremus cylindricollis ingår i släktet Ampheremus och familjen praktbaggar. Inga underarter finns listade i Catalogue of Life.